# Jason Bourne
Cet article concerne le personnage de fiction. Pour le film homonyme, voir Jason Bourne (film). Pour les autres films, voir Jason Bourne (série de films). Pour les autres homonymes, voir Bourne.
Jason Bourne est le personnage de fiction, héros éponyme de la série littéraire créée par Robert Ludlum, poursuivie par Eric Van Lustbader et incarné par Matt Damon dans les adaptations cinématographiques. Il convient toutefois de noter que le Jason Bourne des romans est distinct du personnage des films.

## Biographie de fiction (romans)
Dans le roman de Robert Ludlum, David Webb alias Jason Bourne est né en 1945. C'est un diplomate de carrière, spécialiste des affaires d’Extrême-Orient qui vit à Phnom Penh avec sa femme et ses deux enfants jusqu’au jour où un avion non identifié mitraille le secteur où sa famille se baigne. Il n'y a aucun survivant. Lorsqu'il arrive sur les lieux, Webb entre dans une folie furieuse, et décide de se venger.
Il part donc pour Saïgon et fait partie d'une expérience gouvernementale appelée « Méduse », pendant la guerre du Viêt Nam. Son recruteur Alexander Conklin devient plus tard son meilleur ami. Méduse sera avortée parce que la plupart de ses membres sont de dangereux criminels.
Mais auparavant, les services de renseignements nord-vietnamiens ont mis la tête de Webb à prix et organisé un piège pour le tuer : ils ont capturé son frère, le lieutenant Gordon Webb, et le détiennent dans la forêt de Tam Quan. Grâce à un agent double dont le nom de code est Delta, David Webb apprend la nouvelle, et part sauver son frère avec l'aide de criminels de Méduse, dont la taupe Delta. Il réussit à sauver son frère et démasque par la même occasion l'agent double, qu'il exécute sommairement laissant son corps dans la jungle, cet homme s'appelle Jason Bourne. Ce traître était australien, trafiquant d'armes, de drogue et d'esclaves dans tout le Sud-Est asiatique, extrêmement violent et avec un lourd passé.
David rejoint ensuite le projet de la C.I.A., Treadstone 71. Là, on lui donne le nom de code de Jason Bourne ou Cain. Sa mission est de défier et de tuer un assassin et terroriste, Carlos (inspiré de Ilich Ramírez Sánchez), en se faisant passer pour un tueur à gages aussi fort que lui, c'est-à-dire un concurrent sur tous ses contrats.

## Œuvres où le personnage apparaît

### Romans
Robert Ludlum, auteur de la trilogie Jason Bourne, est décédé le 12 mars 2001. Eric Van Lustbader, puis Brian Freeman, ont poursuivi la série en écrivant plusieurs suites, considérées comme de qualité moindre que les œuvres originelles.
1. La Mémoire dans la peau (The Bourne Identity) de Robert Ludlum (1980)
2. La Mort dans la peau (The Bourne Supremacy) de Robert Ludlum (1987)
3. La Vengeance dans la peau (The Bourne Ultimatum) de Robert Ludlum (1990)
4. La Peur dans la peau (The Bourne Legacy) d'Eric Van Lustbader (2004)
5. La Trahison dans la peau (The Bourne Betrayal) d'Eric Van Lustbader (2007)
6. Le Danger dans la peau (The Bourne Sanction) d'Eric Van Lustbader (2008)
7. Le Mensonge dans la peau (The Bourne Deception) d'Eric Van Lustbader (2009)
8. La Poursuite dans la peau (The Bourne Objective) d'Eric Van Lustbader (2010)
9. La Traque dans la peau (The Bourne Dominion) d'Eric Van Lustbader (2011)
10. L'Urgence dans la peau (The Bourne Imperative) d'Eric Van Lustbader (2012)
11. La Revanche dans la peau (The Bourne Retribution) d'Eric Van Lustbader (2013)
12. La Terreur dans la peau (The Bourne Ascendancy) d'Eric Van Lustbader (2014)
13. The Bourne Enigma d'Eric Van Lustbader (2016)
14. The Bourne Initiative d'Eric Van Lustbader (2017)
15. La Mutation dans la peau (The Bourne Evolution de Brian Freeman (2020)
16. La Traitrise dans la peau (The Bourne Treachery de Brian Freeman (2021)

### Films
1. La Mémoire dans la peau (The Bourne Identity) de Doug Liman (2002)
2. La Mort dans la peau (The Bourne Supremacy) de Paul Greengrass (2004)
3. La Vengeance dans la peau (The Bourne Ultimatum) de Paul Greengrass (2007)
4. Jason Bourne : L'Héritage (The Bourne Legacy) de Tony Gilroy (2012)
5. Jason Bourne de Paul Greengrass (2016).

Le quatrième film de la série, Jason Bourne : L'Héritage (The Bourne Legacy, 2012), n'est pas une suite mais une série dérivée. Matt Damon ne tient plus le rôle principal. C'est Jeremy Renner qui tient le rôle principal, interprétant un autre personnage nommé Aaron Cross. Matt Damon reprend son rôle quatre ans plus tard dans Jason Bourne.

### Téléfilm
Une première adaptation pour télévision a vu le jour en 1988 pour le téléfilm La Mémoire dans la peau, réalisé par Roger Young avec Richard Chamberlain. Joseph Frost incarne la version jeune de Bourne.

### Série
Treadstone est une série télévisée américaine basée sur la série de films Jason Bourne et diffusée depuis le 15 octobre 2019 sur la chaîne USA Network.

### Jeu vidéo
- 2008 : La Mémoire dans la peau (Robert Ludlum's The Bourne Conspiracy), développé par Sierra Entertainment et High Moon Studios

## Anecdotes
- Longtemps Matt Damon a refusé l'idée d'un nouveau Bourne. Il a annoncé plus tard qu'il n'accepterait le rôle pour un nouvel épisode que si Paul Greengrass (réalisateur de La Mort dans la peau et de La Vengeance dans la peau) était dans ce nouveau projet. Le metteur en scène ayant accepté, le nouveau volet a été réalisé avec Damon dans le rôle[2].
- L'intrigue est inspirée d'un programme de contrôle mental par la CIA qui s'inspire du projet MK-Ultra[3]. Les révélations sur ce type de programme ont été relatées par le mannequin américain Candy Jones[4],[5].